# 多刺仿刺鎧蝦
多刺仿刺鎧蝦（学名：Munidopsis echinata）为鎧甲蝦科仿刺鎧蝦屬下的一个种。